# Mädler (cráter)

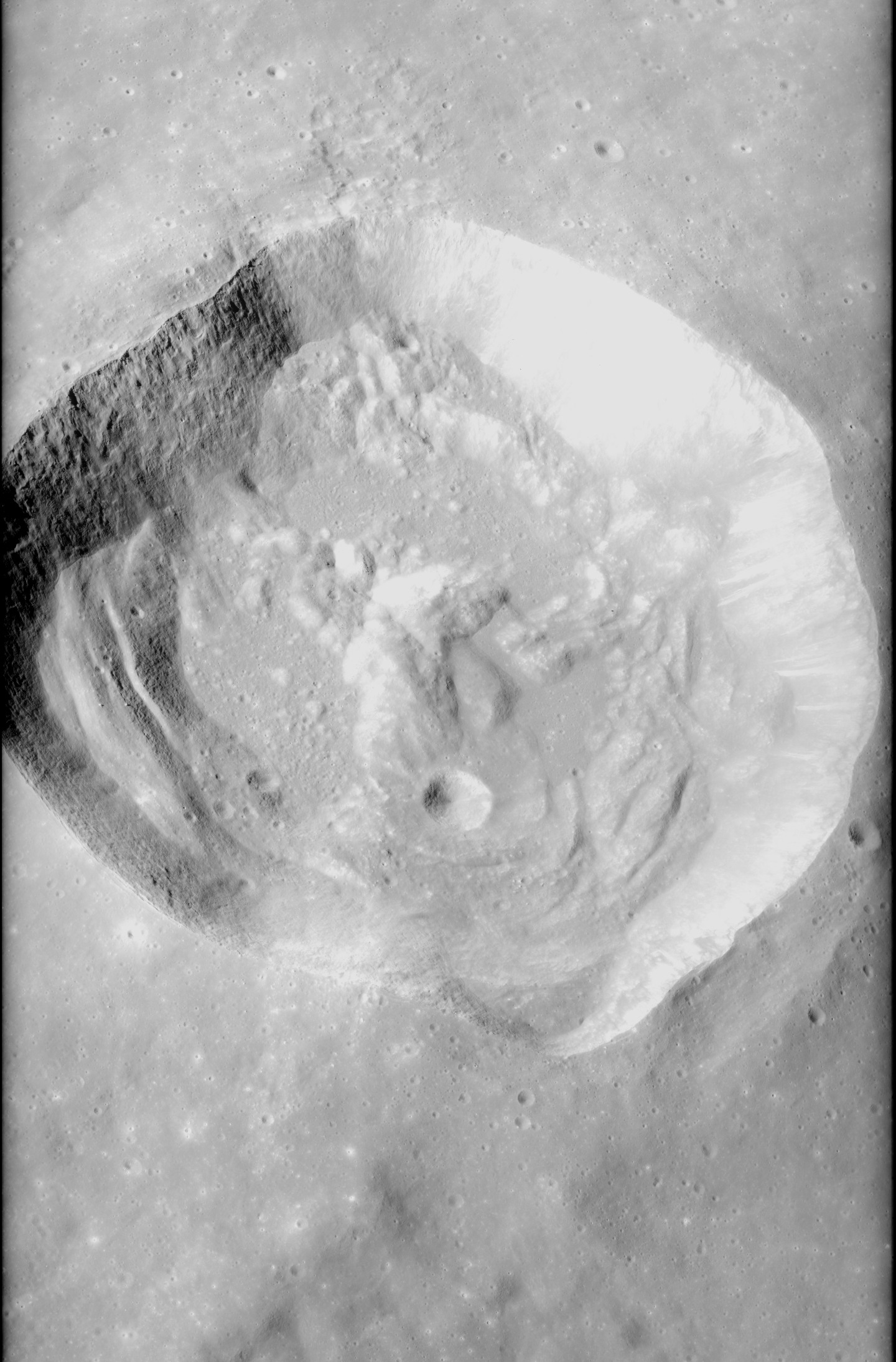
Fotografía de la misión Apolo 16

Mädler es un cráter de impacto lunar situado en el mar que une el Sinus Asperitatis en el norte con el Mare Nectaris al sureste. Al oeste se encuentra el prominente cráter Theophilus, con Mädler situado en medio de sus rampas exteriores.
|  |

El borde de Mädler es irregular y de forma algo oblonga. Presenta un pico central, bajo el que se une a una cresta que cruza el suelo. Al este del cráter aparecen marcas radiales que incluyen un elemento con forma de anillo en el noreste.

## Cráteres satélite
Por convención estos elementos son identificados en los mapas lunares poniendo la letra en el lado del punto medio del cráter que está más cercano a Mädler.
|        | \| Mädler \| Coordenadas \| Diámetro \| \| ------ \| ----------------------------- \| -------- \| \| A \| 9°30′S 29°48′E / -9.5, 29.8 \| 5 km \| \| D \| 12°36′S 31°06′E / -12.6, 31.1 \| 4 km \| |          |
| Mädler | Coordenadas | Diámetro |
| A      | 9°30′S 29°48′E / -9.5, 29.8 | 5 km     |
| D      | 12°36′S 31°06′E / -12.6, 31.1 | 4 km     |